# Saint-Gaudent
Saint-Gaudent é uma comuna francesa na região administrativa da Nova Aquitânia, no departamento de Vienne. Estende-se por uma área de 11,76 km². Em 2010 a comuna tinha 319 habitantes (densidade: 27,1 hab./km²).